# Otto Hauser (arkeolog)
Otto Hauser, född den 27 april 1874 i Wädenswil i Schweiz, död den 19 juni 1932 i Berlin, var en schweizisk arkeolog och antikhandlare. Under tjugo år av sitt liv utförde han utgrävningar i Frankrike där han hittade fossiler, stenverktyg av hög ålder och mänskliga kvarlevor, bland annat mannen från Combe Capelle, ett skelett av holocen ålder och Le Moustier 1, en skalle av Homo neanderthalensis. Han fick kritik för sina metoder för fältarbete och för sin handel med förhistoriska föremål. Efter att ha blivit anklagad som spion under första världskriget ledde beslagtagande av hans tillgångar till konkurs.

## Ungdomsår i Schweiz
Otto Hauser blev tidigt intresserad av arkeologi. Från 1892 till 1894 studerade han klassisk filologi, historia och arkeologi vid universitetet i Basel. Han fortsatte sina studier i Zürich från 1894 till 1900, vid filosofiska fakulteten vid universitetet och vid schweiziska federala tekniska institutet där han studerade geologi. 1897-1898 utförde han utgrävningar på den romerska platsen Vindonissa, där han var med och grävde ut resterna av en amfiteater, men han hittade också en vinskopa av silver som han sålde i Zürich i december 1898. År 1904 öppnade han också en antikaffär i München.

## Utgrävningar avDordogne
I början av 1906 ledde han tillsammans med Louis Capitan, som han hade känt sedan 1895, utgrävningarna på platsen för La Micoque, i Eyzies-de-Tayac (departementet Dordogne) och offentliggör resultaten. Från 1906 ägde Hauser ett hus nära Laugerie-Haute och söker regelbundet i området Eyzies. Han organiserar arbetslag, och han hyr tjugo markområden i området kring Eyzies där han genomför utgrävningar på totalt 34 olika platser. De mest kända är:
- Chez Pataud (utgrävning 1898)-
- Laugerie-Basse (utgrävningar 1898-1899 och 1907).
- La Micoque (utgrävning 1906);
- Le Moustier, Ruth, Longueroche, Fongal, Combe Capelle (utgrävningar sedan 1907);
- La Souquette, Badegoule (utgrävning 1910);
- Laugerie Haute, Thenon, La Rochette, La Balutie, La Faurelie (utgrävningar från 1910 till 1912).

Han var den första som från 1908 undersökte Le Moustiers klippöverhäng, där en av utgrävarna upptäckte skelettet av en ung neandertalare; som Hauser, menade var en ny art och gav namn efter platsen och sig själv Homo mousteriensis Hauseri. Bland Hausers viktigaste fynd är skelettet av mannen från Combe Capelle som hittades 1909 i Couze-dalen, som han kallade Homo aurignacensis Hauseri. 

## Handel med föremål
Under slutet av 1800-talet finns ett stort intresse för samlande av paleolitiska föremål och det skapas en marknad handel med föremål.År 1906 sålde Hauser ett stort antal handyxor av Micoquien (bifaces) som hittades vid utgrävningarna av La Micoque, till samlare, samt museer, inklusive Nürnberg Natural History Society. För att finansiera resultatet av sin forskning säljer han två hittade skelett i Berlin. År 1910 publicerade den franska tidningen Le Matin en artikel som fördömde Hausers metoder, inklusive försäljning av förhistoriska föremål i Tyskland. Hausers utgrävningsmetoder kritiserades också av vissa förhistoriker som Denis Peyrony och Henri Breuil. År 1913 trädde lagen om skydd av antikviteter, som förbjuder försäljning och export av arkeologiska föremål gjorda i Frankrike, vilket gav Hauser i allvarliga ekonomiska svårigheter.

## Senare liv i Tyskland
När första världskriget bröt ut var Otto Hauser, misstänkt för spioneri,och var tvungen att lämna Les Eyzies-de-Tayac-Sireuil den 2 augusti 1914. Hans hus och förråd genomsöktes och 1 153 brev beslagtogs och dessutom  konfiskerades all Hausers utgrävningsutrustning vilket bekräftades 1921 genom beslut av den franska regeringen.
År 1916 doktorerade Hauser vid universitetet i Erlangen med sin avhandling om Micoquian: Über eine neue Chronology of the mittleren Paläolithikums im Vézèretal. Han är bland de första som använde termen "micoquien" för att beteckna stenverktygen i Micoque. 1908 används adjektivet av Denis Peyrony i uttrycket micoquian points och av Hugo Obermaier: Reduzierter lanzenspitzförmiger Faustkeil vom Typus von La Micoque oder Micoquekeil.  Henri Breuil tar också upp denna term men genom att begränsa den till ett annat stratigrafiskt lager av denna typboplats, som var bebodd från början av Würm-nedisningen för cirka 125 000 år sedan.
Hauser gör inte längre några arkeologiska utgrävningar, utan han försörjde sig med föreläsningar, särskilt i Berlin, och publicerade en rad av populärvetenskapliga böcker. Från 1925 till 1929 bodde han i Weimar, sedan i Berlin fram till sin död 1932. Hans skrifter, särskilt Der Mensch vor 100 000 Jahren, hade stor framgång och såldes i stora upplagor vid den tiden. Flera verk översattes till svenska. Otto Hauser är begravd i Berlin på Wilmersdorfkyrkogården.